# Antalya

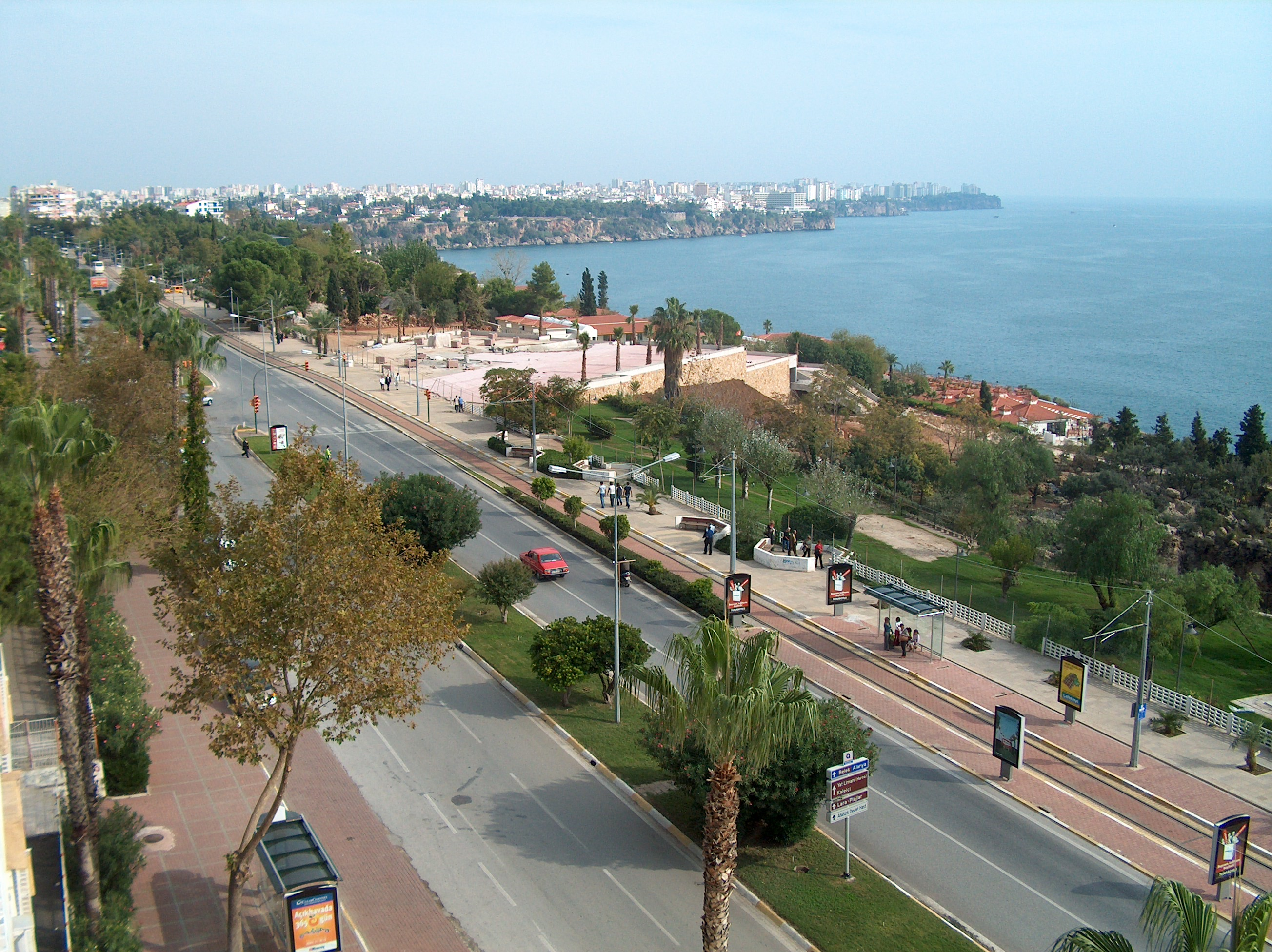
Kenan Evren Caddesi

Antalya, en català també Adalia i Atalia, és una ciutat de la costa mediterrània al sud de Turquia, capital de la província d'Antalya. La població és de 775.157 habitants (2007) i 800.000 estimats pel final del 2008. El clima és mediterrani. Des dels anys setanta és un centre turístic.

## Nom
La ciutat fou fundada al segle ii aC amb el nom d'Atalia o Atalea (grec antic: Αττάλεια, llatí: Attalīa) en referència al seu fundador, Àtal II de Pèrgam. En català medieval, la preposició es del grec ('cap a') s'incorporà al topònim, i el nom apareix a les cròniques com a Satalia. Posteriorment, fou coneguda internacionalment com a Adalia. Finalment, en turc esdevengué Antalya, nom amb què és principalment coneguda avui en dia.

## Història

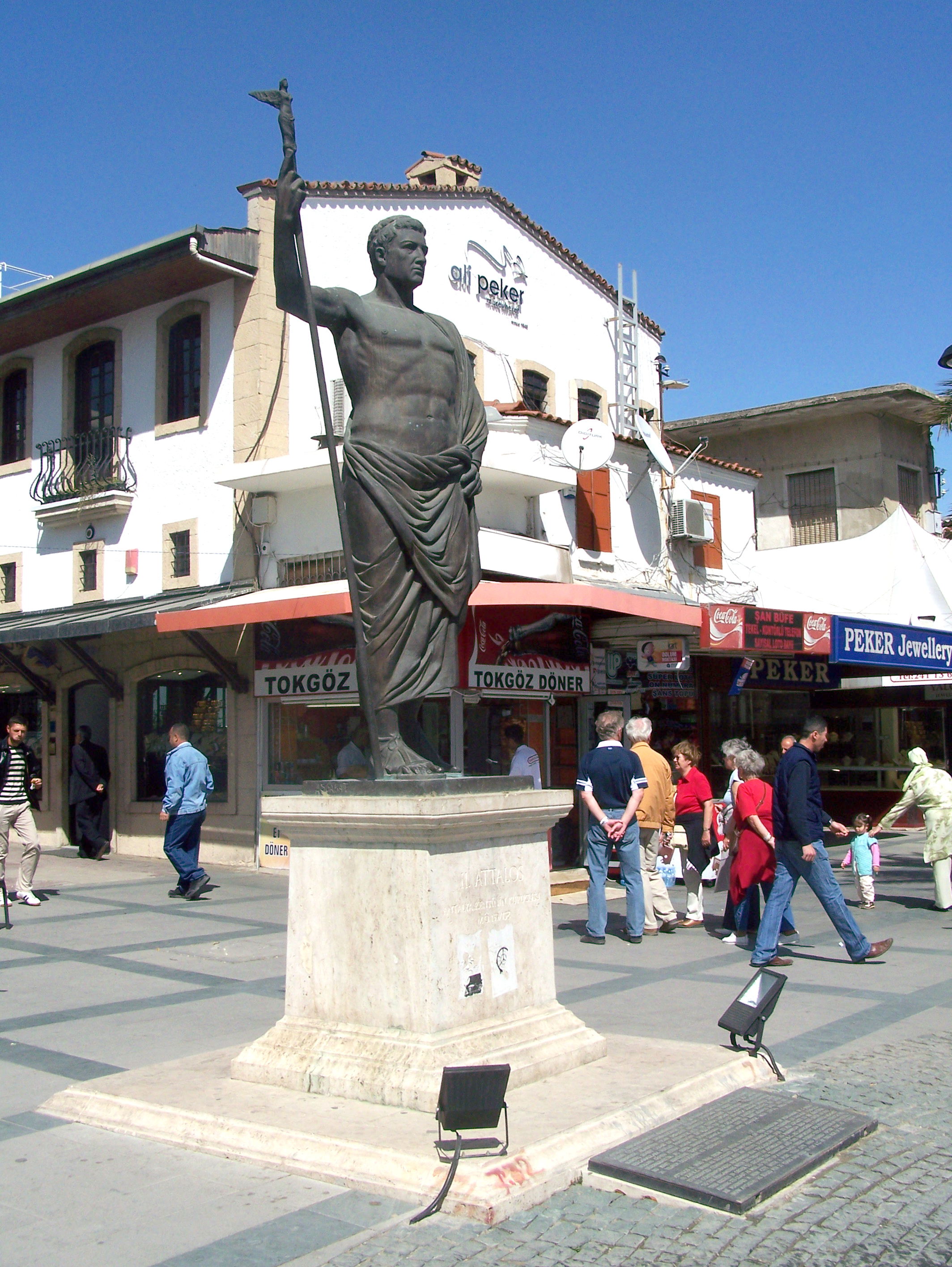
Estàtua d'Àtal II de Pèrgam

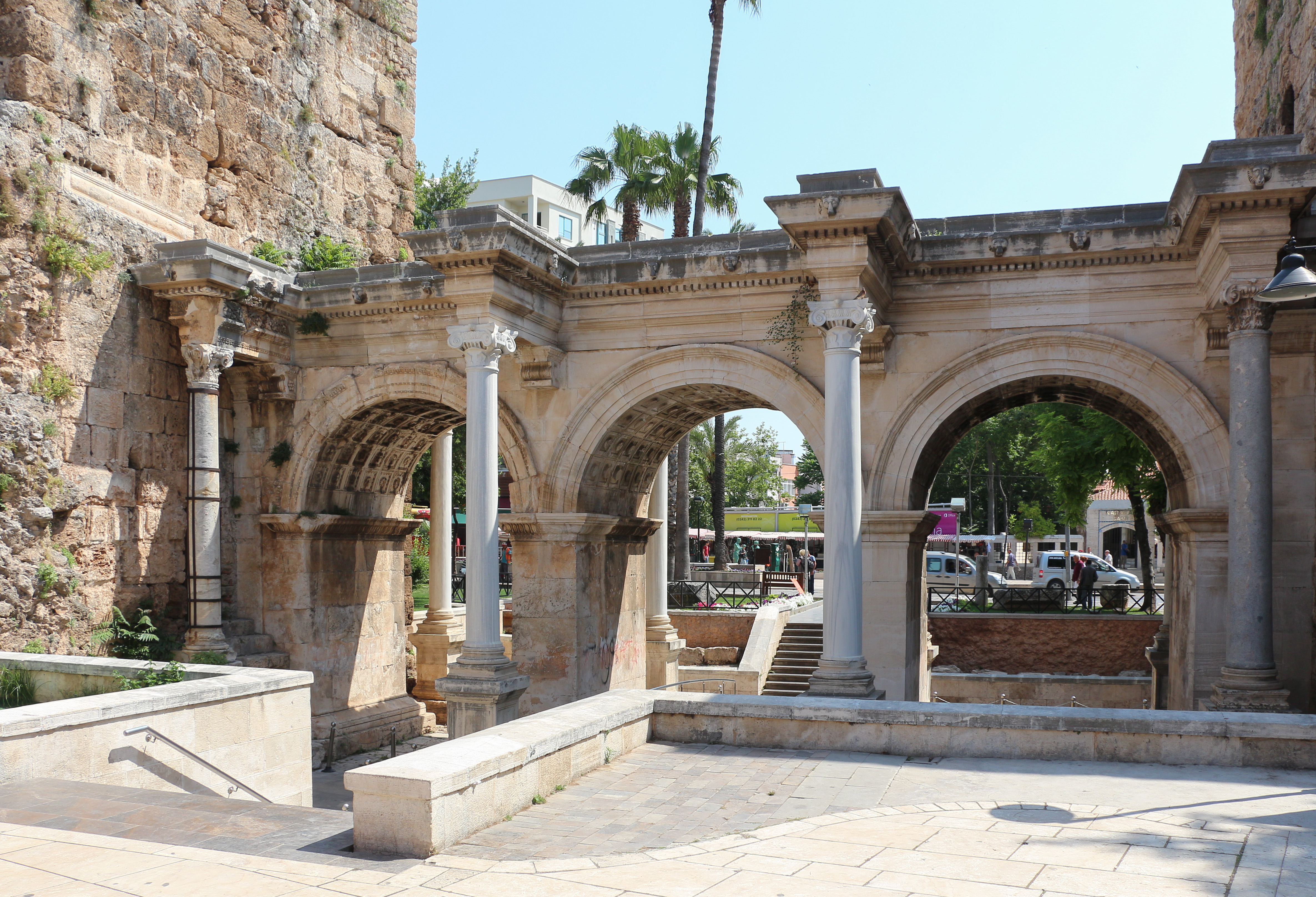
Porta d'Adrià

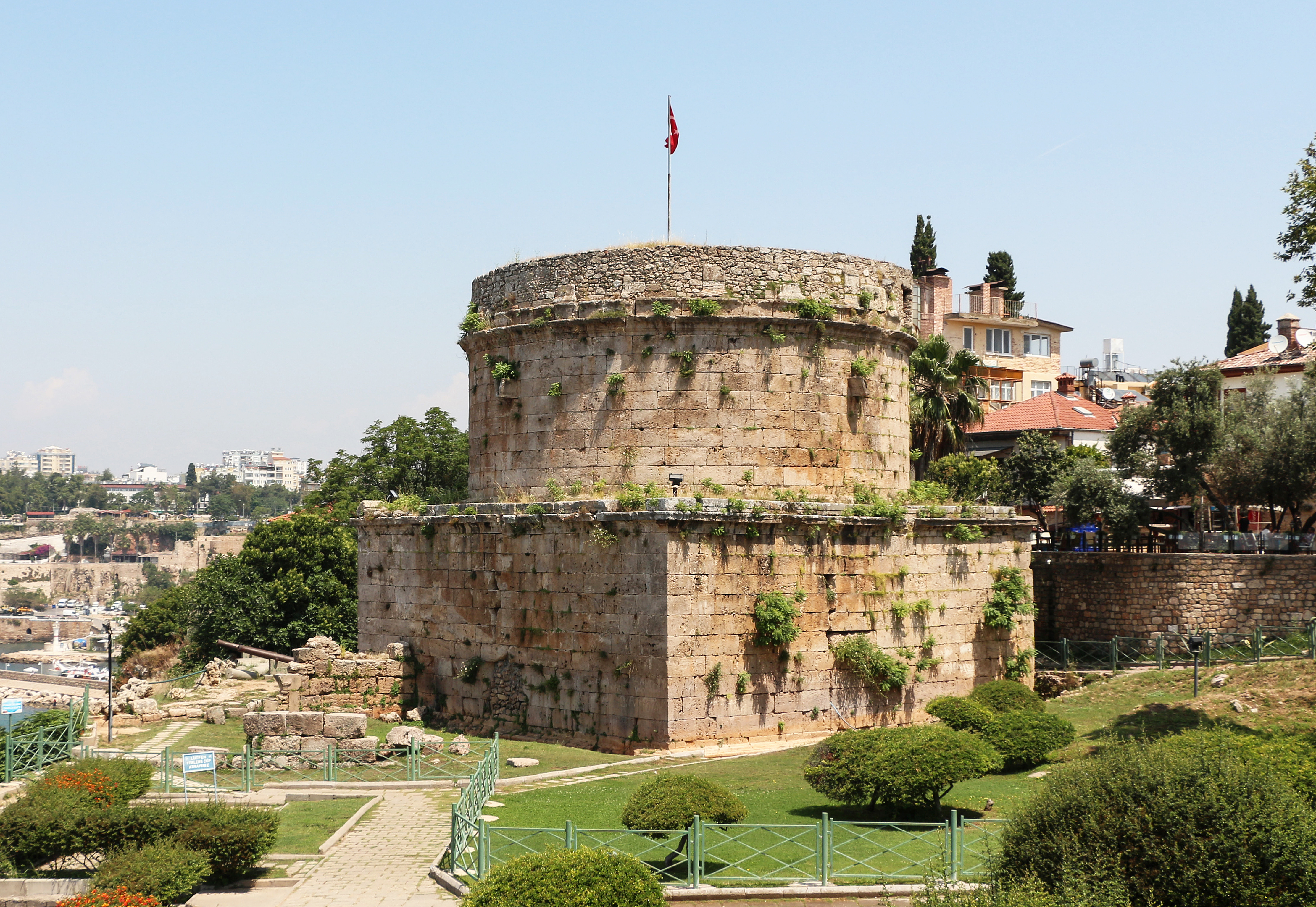
Torre Hıdırlık

Al territori d'Antalya hi ha proves d'ocupació del territori d'ençà de la prehistòria (entre fa 150.000 i 200.000 anys) a les coves de Karain, a 30 km al nord de la ciutat; s'ha trobat ocupació mesolítica a les coves de Beldibi i neolítica a Bademağacı Höyüğü. Altres troballes posteriors demostren que el territori va romandre habitat continuadament, però fins al període hitita, en què era part de la terra de Lukka, no hi ha cap referència escrita. Després del superficial domini hitita, la zona fou seu de ciutats independents una de l'altra. No consta que el Regne d'Arzawa o Cilícia hi exercís el domini. Els grecs van anomenar a la zona Pamfília. Vers l'any 1000 aC hi havia una federació de ciutats, i posteriorment s'hi van establir algunes colònies o emporis grecs.
Al segle vii aC, la regió d'Antalya feia part del Regne de Lídia, que va existir fins al 546 aC, quan fou eliminat per Pèrsia i agregat al seu imperi. El domini persa va durar fins al 334 aC, quan hi va arribar Alexandre el Gran; les ciutats de la zona foren ocupades sense dificultat excepte Termessos i Síl·lion, que el 333 aC van refusar els macedonis.
Les darreres excavacions al Doğu Garajı han tret a la llum restes del segle iii aC que suggereixen que la ciutat ja existia quan fou fundada (refundada) per Àtal II de Pèrgam. Aquest és considerat tradicionalment el fundador de la ciutat, anomenada d'Atalea (grec antic: Αττάλεια) el 150 aC com a base de la seva flota naval. El 133 aC el Regne de Pèrgam fou llegat a Roma, i la ciutat va créixer considerablement sota domini romà.
Pau de Tars va visitar la ciutat i esmenta Attalia als Fets dels Apòstols; al segle ii hi va penetrar el cristianisme. En el període romà d'Orient fou capital del tema dels Carabisians (Θέμα Kαραβησιάνων, Thema Karavēsianōn), que ocupava la costa sud de l'Àsia Menor i les illes de la mar Egea.
En temps de Joan II Comnè (1118) era una posició romana d'Orient aïllada en territori turc a la qual només es podia arribar per mar; però el 1119 el general Joan Axuc va aconseguir netejar els camins i connectar la ciutat amb la resta de l'imperi.
Després de la caiguda de Constantinoble el 1204, Aldobrandini controlava Adàlia com el seu propi feu, i quan Kay Khusraw I va intentar capturar la ciutat el 1206 va demanar ajuda a Hug I de Xipre i va rebre 200 infants llatins que van derrotar els atacants. Finalment fou conquerida per Kay Khusraw el 5 de març de 1207. Ensorrat el Soldanat de Rum, va passar als turcmans de Tekeoğulları (1321-1423), parents dels Hamid-oghlu, fins que fou conquerit pels otomans el 1390, però restaurat el juliol del 1402 després de la victòria de Tamerlà en la Batalla d'Ankara, fins a l'annexió definitiva el 1423, quan fou considerat un sandjak. Ibn Battuta va ser a la ciutat vers 1335.
A la segona meitat del segle xvii Ewliya Celebi descrivia els carrers estrets amb 3.000 cases i l'existència de quatre barris grecs i vint de turcs; la ciutat havia crescut cap a fora de les muralles; el port podia allotjar 200 vaixells. Al segle xviii els senyors locals n'eren la família Dere Bey. La família Tekeoğulları residia a Perge, on conservava també un poder local, i encara que fou reduïda a la submissió total el 1812 va romandre influent localment fins al final segle xx. Al segle xix la població es va incrementar per l'emigració de turcs del Caucas i els Balcans i el 1911 tenia 25.000 habitants incloent cristians i jueus, que vivien en barris separats. La ciutat era coneguda com a Adàlia. La muralla (que encara existeix) ja era un atractiu per a la ciutat. El 1919 i fins al 1923 fou ocupada pels italians als quals s'havia assignat en el repartiment de l'imperi al final de la I Guerra mundial.

## Població
Antalya té una població de 775.157 habitants segons el cens del 2007 (388.133 homes i 387.024 dones).
| Anys | Ciutat  |
| 2008 | 798.507 |
| 2007 | 775.157 |
| 2000 | 603.190 |
| 1990 | 378.208 |
| 1985 | 258.139 |
| 1970 | 95.000  |
| 1965 | 72.000  |
| 1960 | 51.000  |
| 1955 | 36.000  |
| 1950 | 28.000  |
| 1945 | 26.000  |
| 1940 | 25.000  |
| 1935 | 23.000  |
| 1927 | 17.000  |

## Geografia

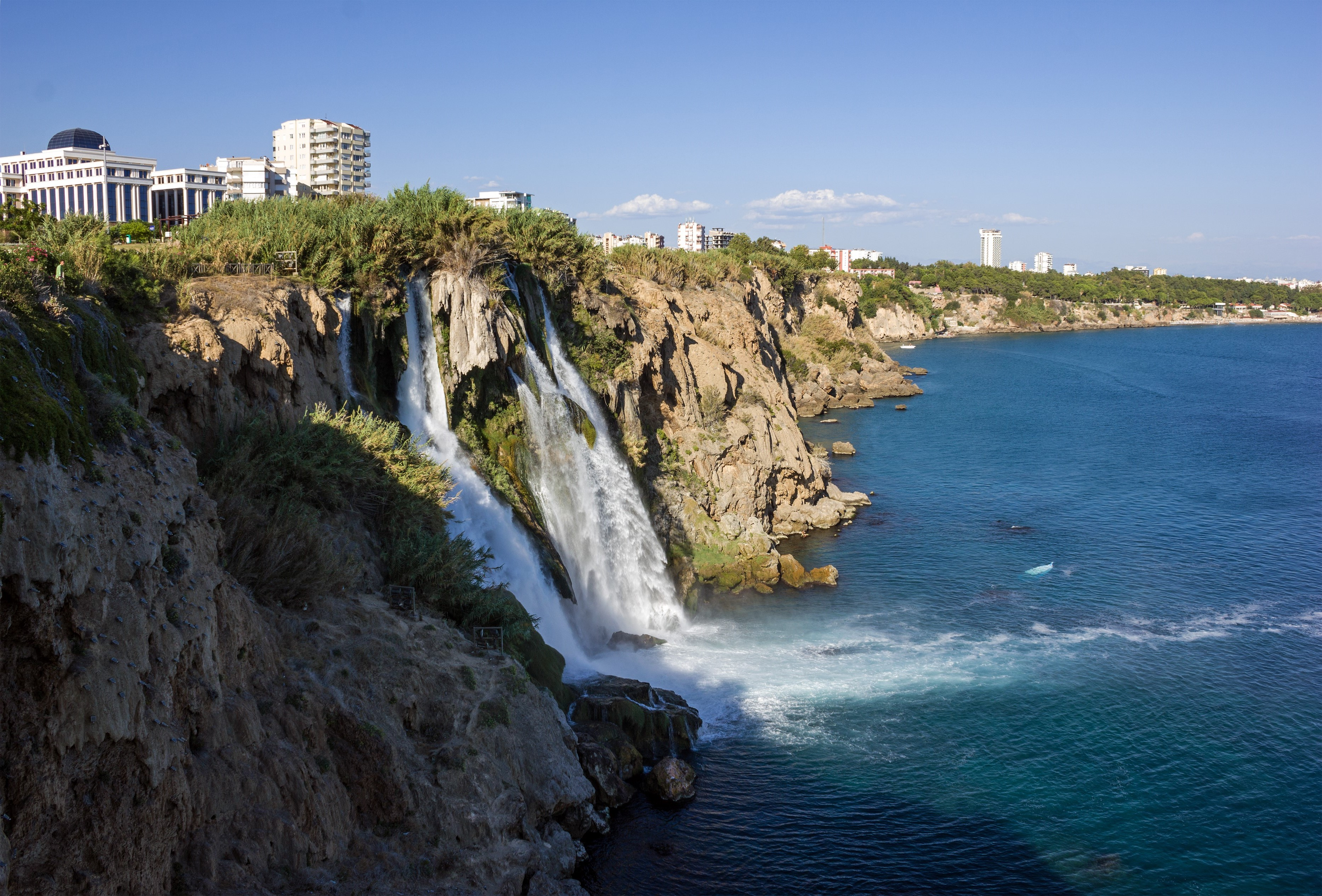
Antalya

Antalya està situada al golf d'Antalya a la mar Mediterrània. Està a uns 550 km d'Adana, d'Esmirna i d'Ankara. Es troba en una plana rodejada de muntanyes; la costa té nombroses badies i penínsules. El centre de la ciutat es troba en una plana de roca plena de cases davant la zona de Kepezüstü.

## Economia

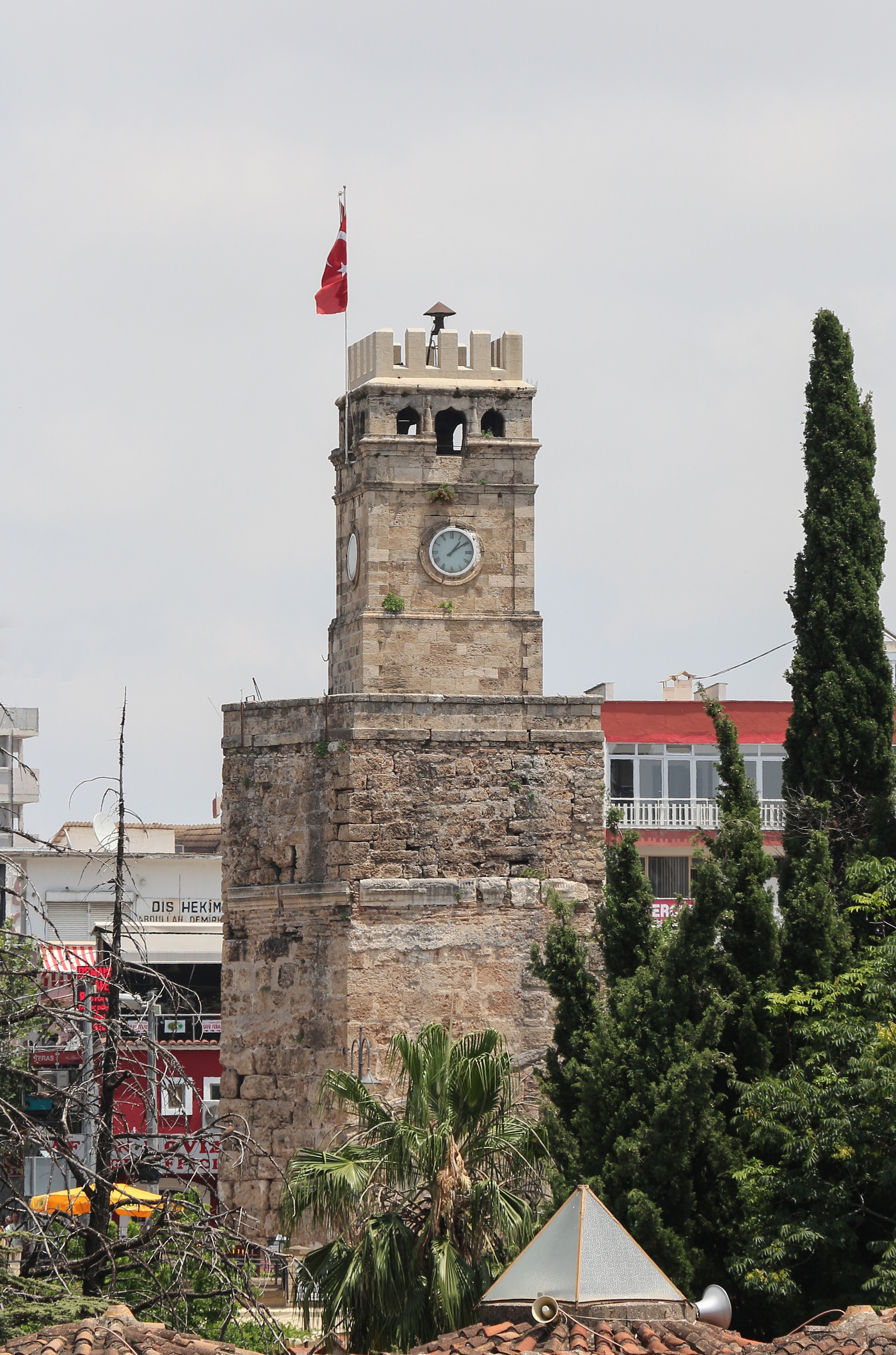
Torre del rellotge

La base econòmica actual és el turisme, compaginat amb el comerç i l'agricultura; només hi ha indústria lleugera. La producció agrícola són cítrics, fruites, cotó, flors i fins i tot plàtans. Antalya és un dels principals centres agrícoles pels seus procediments ecològics i cobreix el 65% de les necessitats de tota Turquia en fruites i verdures.

### Turisme
El turisme permet visitar nombrosos llocs interessants com els carrers de Kaleiçi, amb les cases turques otomanes i gregues. L'oferta hotelera és prou completa. Les principals platges en són Konyaalti i Lara. Les cascades de Düden, Manavgat i Kursunlu atreuen locals i turistes. A Beydağları i Saklikent es poden practicar esports d'hivern.
El turisme ha atret a la ciutat molts immigrants del camp, que treballen en la construcció, el transport i els serveis. Cada any a l'estiu rep milers de turistes alguns dels quals hi han adquirit propietats immobiliàries.

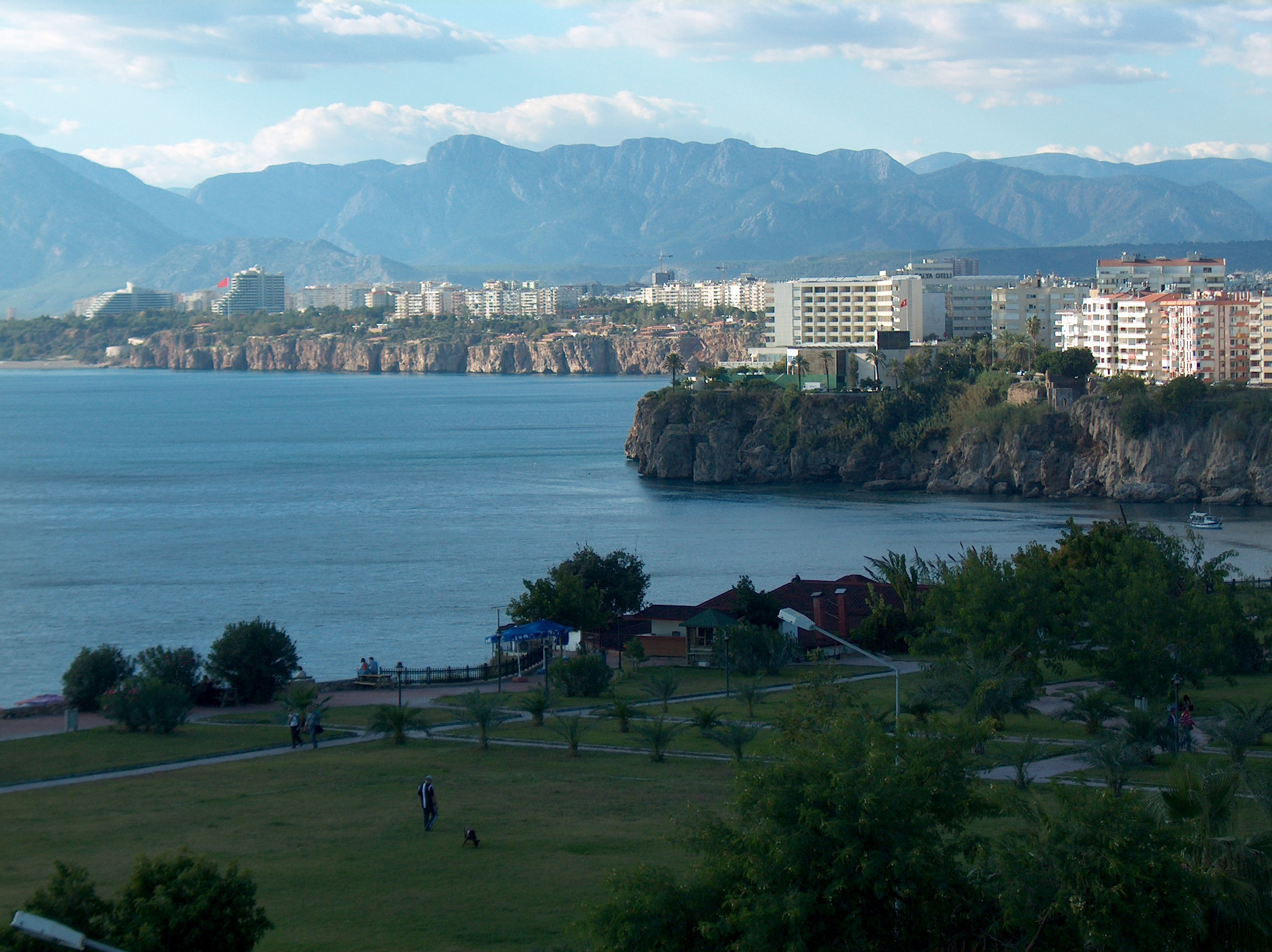
Antalya

## Govern
Antalya està regida per un governador (alcalde) i un consell de la ciutat; la municipalitat o gran Antalya inclou dotze localitats. El pressupost del 2005 fou de 210 milions.

## Educació
La ciutat disposa de 1.387 escoles elementals i secundàries, amb 12.000 mestres i 275.000 estudiants, en part de fora de la ciutat. L'analfabetisme a la ciutat és baix, però a la província arriba al 5%. A la ciutat té seu la Universitat Akdeniz.

## Cuina
El menjar més típic d'Antalya és el piyaz. Una altra especialitat local és el tirmis.

## Festivals i esdeveniments

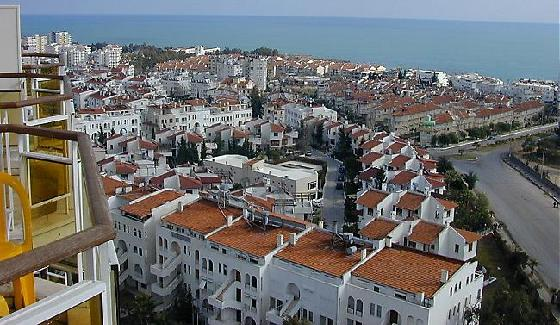
Barri i platja de Lara a Antalya

Celebra un bon nombre d'actes culturals, esportius i fires:
- Festival de Cinema de la Taronja Daurada d'Antalya (darrera setmana de setembre)
- Festival d'Antalya, al setembre
- Festival Internacional de Música de la Mediterrània, sis dies a l'octubre
- Festival de la mel d'Antalya a Gündogmus, l'agost
- Festival Internacional de Música folklòrica i Campionat de danses d'Antalya: darrera setmana d'agost
- Festival Internacional d'Aspendos d'Òpera i Ballet, juny i juliol
- Festival de Piano d'Antalya, octubre
- Festival de Pintura d'Antalya, setembre
- Festival de Rock del Parc de la Platja, octubre
- Antalya Fashion Week, març
- Festival Kaş-Demre, desembre
- Fira d'Anfaş de Productes d'alimentació, febrer

## Llocs i monuments
Hi ha nombroses mesquites, esglésies, madrasses, i altres edificis religiosos, i alguns hammans o banys. El port de Kaleiçi és la part vella de la ciutat, i hi ha els minarets Yivli i Kesik i algunes cases històriques.

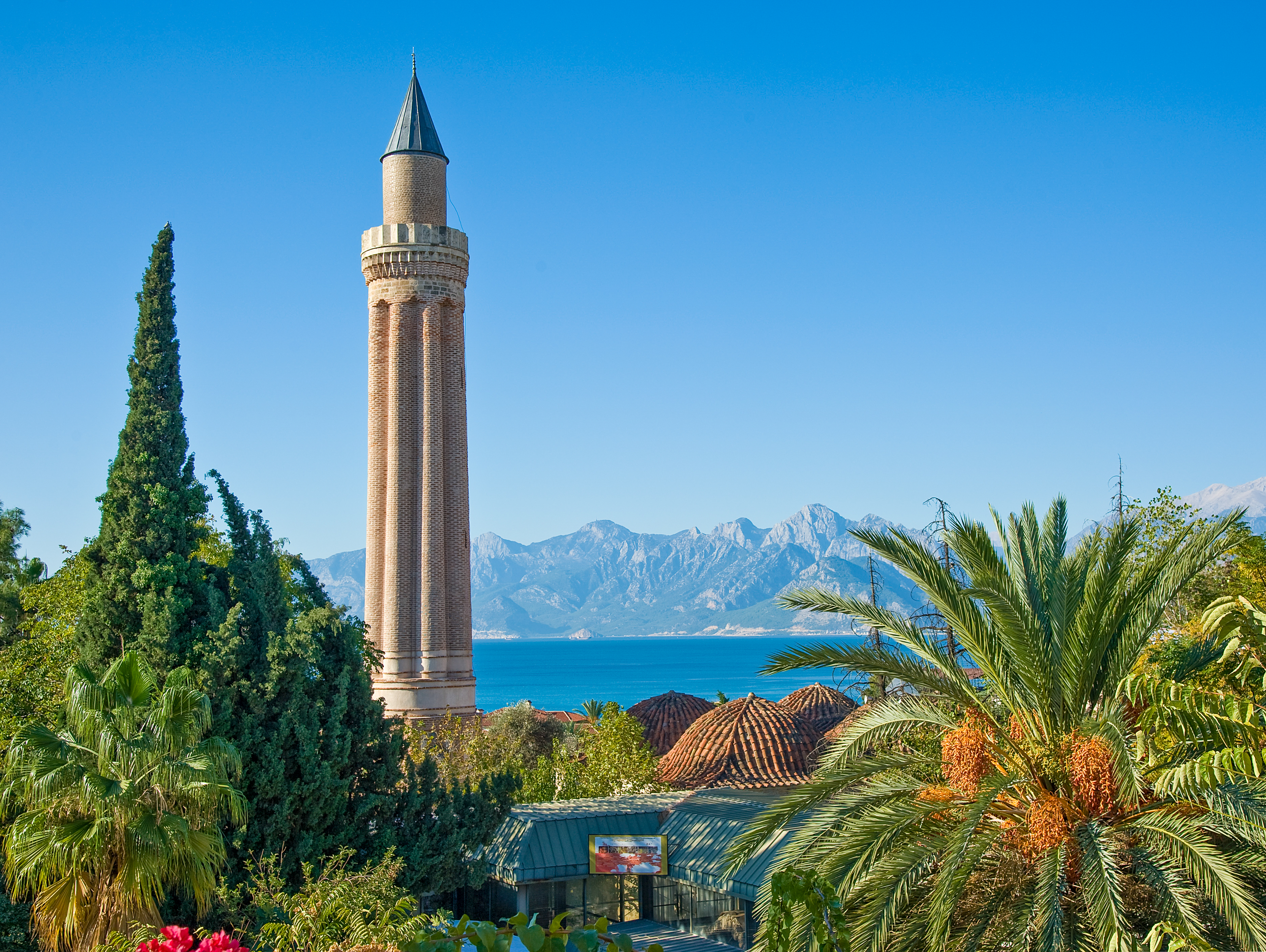
Minaret Yivli, símbol de la ciutat

- Muralles, la Hıdırlık Tower, la porta d'Adrià i la torre del Rellotge.
- Madrassa Karatay, Mesdjid Ahi Yusuf, mesquita Iskele, mesquita Murat Paşa, mesquita Tekeli Mehmet Paşa, mesquita Balibey, mesquita Musellim, mesquita Seykh Sinan Efendi, i mesquita Osman Efendi.
- Hans d'Evdir, Kırkoz, Sarapsu i Alara (amb castell).
- Museu Arqueòlogic.
- Akdeniz Medeniyetleri Araştırma Merkezi o Centre de Recerca de les Civilitzacions de la Mediterrània, obert el 2007.[17]
- Zoològic.
- Karpuzkaldıran.
- Tünek Tepe.
- Parc Karaalioglu.

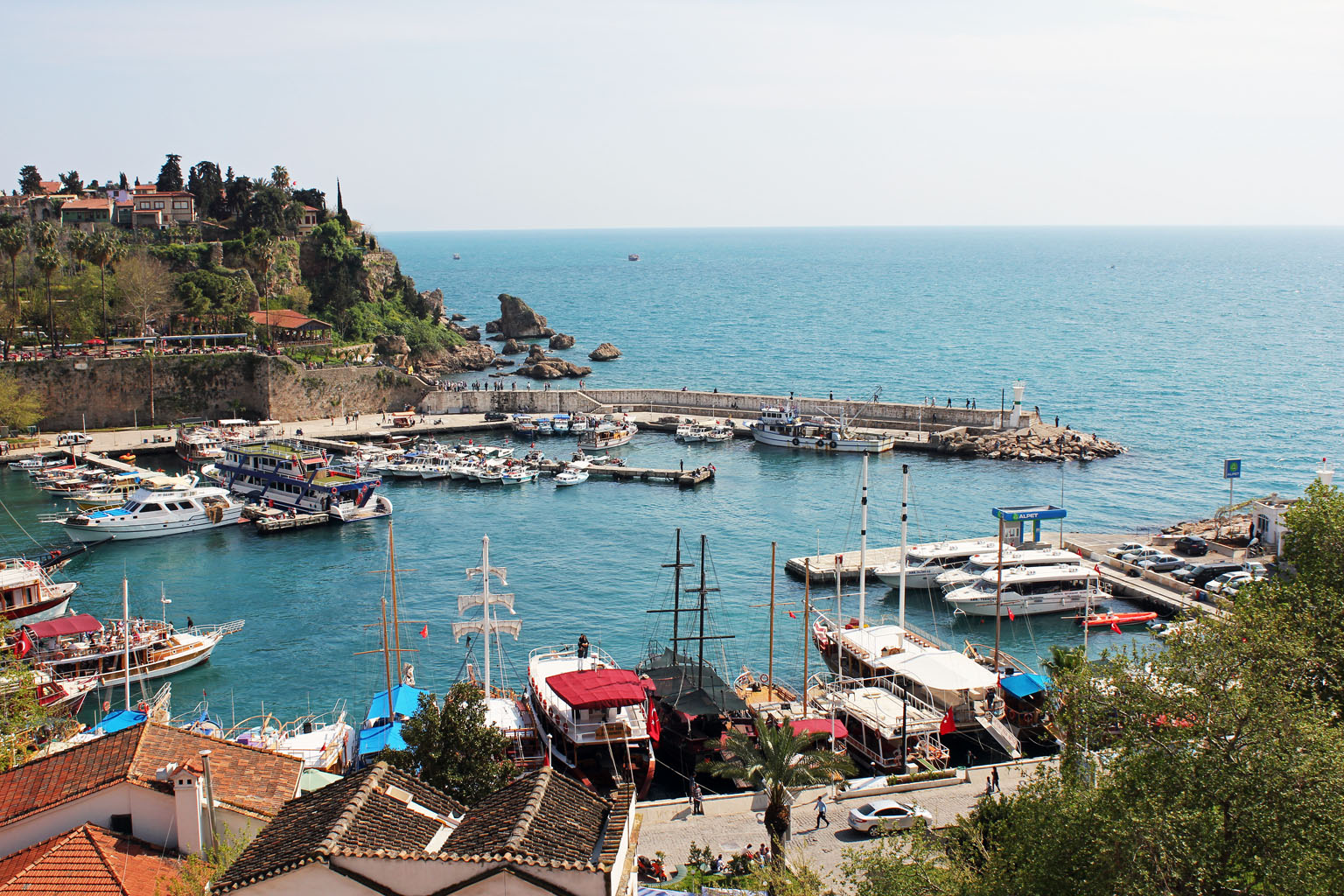
Kaleiçi

- Aspendos, una ciutat pàmfila propera (a 50 km)
- Termessos, ciutat psídica (a 35 km)
- Ariassos, antiga ciutat a 48 km
- Perge, antiga ciutat a 18 km
- Olympos/Cirali, dos llogarets rurals a 80 km al sud-oest amb platges, ruïnes i una àrea protegida de fauna per a les tortugues de mar
- Phaselis, antiga ciutat a 57 km

## Transport
Les carreteres no són gaire bones; els millors accessos són per mar i per aire. El 2007 l'aeroport de la ciutat va obrir una nova terminal. El port al sud de Konyaaltı ha estat ampliat i modernitzat. El servei local d'autobusos és l'únic transport (exclòs el taxi) per l'interior de la ciutat; els minibusos municipals coneguts com a dolmuş cobreixen recorreguts curts. La connexió ferroviària està planificada, però no executada.
L'aeroport local té caràcter internacional i més vols que l'aeroport Ataturk d'Istanbul i el Sabiha Gökçen.

## Agermanaments
Antalya està agermanada amb:
- Austin (Texas), EUA
- Bat Yam, Israel
- Txeboksari, Rússia
- Famagusta, República Turca del Nord de Xipre
- Kazan, Rússia
- Nuremberg, Alemanya
- Rostov del Don, Rússia
- Taldykorgan, Kazakhstan

## Personatges

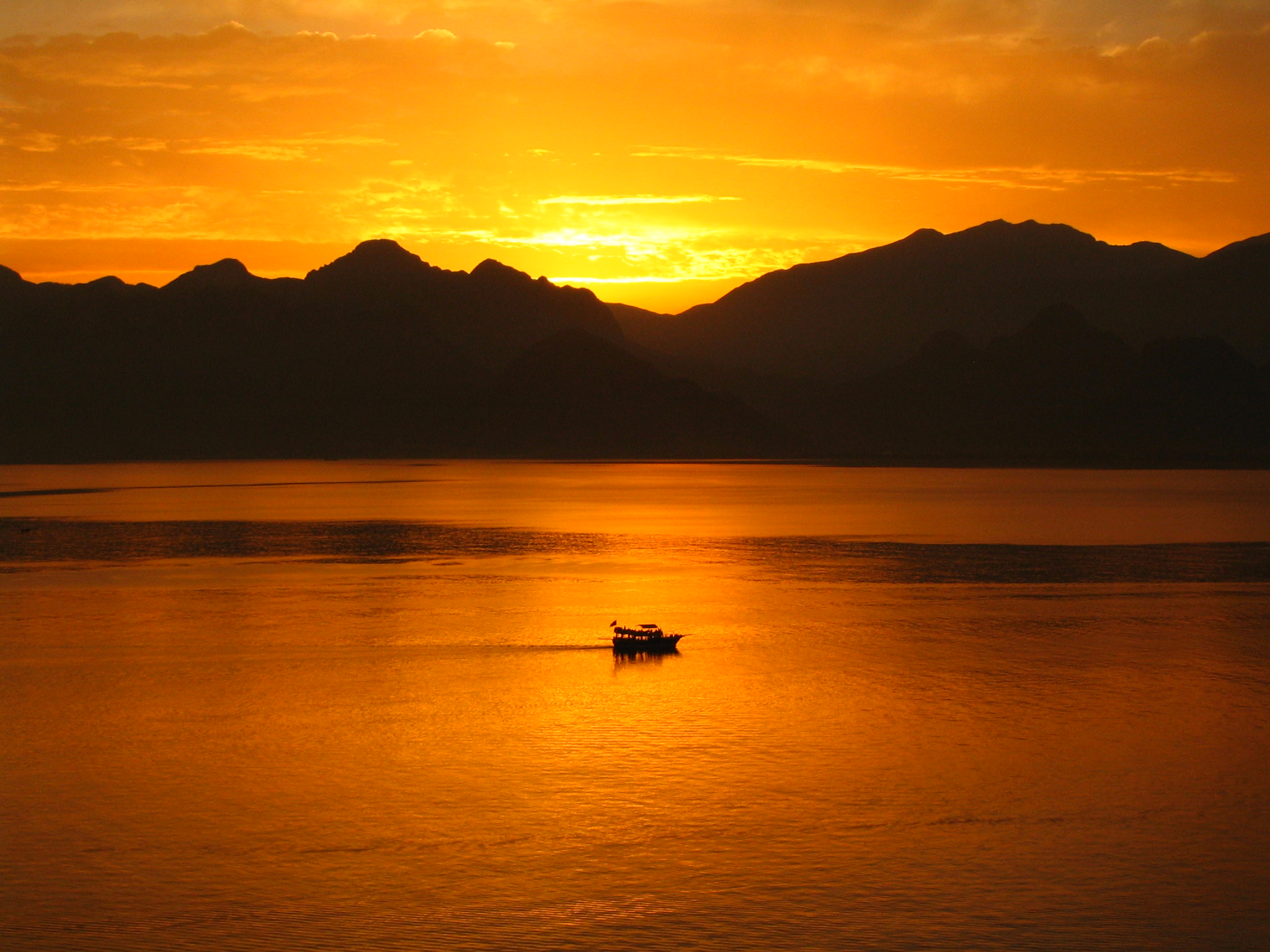
Vesprada a Antalya

- Aslı Çakır Alptekin, atleta olímpica
- Burak Yılmaz, futbolista
- Deniz Baykal, polític turc
- Deniz Seki, cantant turca
- Juli Àsper, consol romà
- Levent Yüksel, cantautor turc
- Onat Kutlar, escriptor
- Rüştü Reçber, futbolista